# دافيد نيريس
دافيد ناريس (بالبرتغالية: David Neres‏) (3 مارس 1997 ساو باولو البرازيل - ) هو لاعب كرة قدم برازيلي، يلعب كمهاجم مع نادي نابولي الإيطالي.

## الإنجازات

### النادي
أياكس
- كأس هولندا : 2018-19.

## وصلات خارجية
دافيد نيريس على موقع الاتحاد الأوربي (الإنجليزية)
- دافيد نيريس على موقع إي إس بي إن إف سي (الإنجليزية)
- دافيد نيريس على موقع قاعدة بيانات كرة القدم.إي يو (الإنجليزية)
- دافيد نيريس على موقع ليكيب (الفرنسية)
- دافيد نيريس على موقع ناشيونال فوتبول تيمز (الإنجليزية)
- دافيد نيريس على موقع Soccerbase.com (لاعب) (الإنجليزية)
- دافيد نيريس على موقع Soccerway.com (الإنجليزية)
- دافيد نيريس على موقع عالم كرة القدم.نت (الإنجليزية)
- دافيد نيريس على موقع AS.com (الإسبانية)